# 49th Parallel
49th Parallel – brytyjski dramat filmowy z 1941 roku w reżyserii Michaela Powella.

## Obsada
- Richard George jako Kommandant Bernsdorff
- Eric Portman jako Lieutenant Hirth
- Raymond Lovell jako Lieutenant Kuhnecke
- Niall MacGinnis jako Vogel
- Peter Moore jako Kranz
- John Chandos jako Lohrmann
- Basil Appleby jako Jahner
- Frederick Piper jako David